# Burzana
Burzana – przełęcz i polana w Pieninach. Dawniej nazywała się Burzyna, później na mapach jej nazwa uległa zmianie. Również szczyt na południowy wschód od przełęczy dawniej nazywał się Burzyną, później na mapach zmieniono jego nazwę na Kurnikową Skałę. Przełęcz Burzana położona jest na wysokości 724 m pomiędzy Ociemnym Wierchem (740 m) i Czerteżem (774 m) w części Pienin zwanej Pieninkami. Od południowej strony jej stoki opadają do doliny Pienińskiego Potoku, od północy do doliny Dunajca. Nazwa pochodzi prawdopodobnie od nazwiska Burza, które w Krościenku jest notowane już od 1625 r. Niejaki Tomasz Burza został w 1631 stracony za bunt przeciwko staroście.
Rejon przełęczy jest porośnięty wąskim pasem drzew, wśród których znajduje się drewniany szałas służący turystom za schronienie w razie deszczu. Na południowych i północnych stokach pod przełęczą znajdują się dwie niewielkie polany. Ta na północnych stokach nosi nazwę polany Burzanej. Rozciąga się z niej w północno-wschodnim kierunku ograniczony widok na Szczawnicę i Beskid Sądecki. Polana była notowana w dokumentach już od dawna. Według lustracji z 1766 (wówczas miała nazwę Polana Burzowska) przynosiła Krościenku roczny dochód 12 zł. Do I wojny światowej była znanym miejscem polowań na jelenie. Dawniej występowały na niej motyle z rodzaju Parnassius, obecnie polana zarasta lasem. W jej pobliżu znajdują się trzy niewielkie jaskinie: Schronisko pod Burzyną I, Schronisko pod Burzyną II i Schronisko pod Burzyną III. Na stokach południowych znajduje się polana Walusiówka, rozciąga się z niej równie ograniczony widok na Masyw Trzech Koron. Poniżej tej polany, w dolinie Pienińskiego Potoku znajduje się jaskinia Walusiowa Jama.
Na przełęczy znajduje się rozdroże szlaków turystycznych. Granią Pieninek prowadzi niebieski szlak zwany Sokolą Percią. Dochodzi do niego w tym miejscu szlak zielony, który w jedną stronę prowadzi do Krościenka, w drugą zaś stronę trawersuje północne stoki Czerteża, umożliwiając turystom nielubiącym skalnej wspinaczki i wrażliwym na przepaściste widoki ominięcie najtrudniejszych i eksponowanych fragmentów grani Czerteża. Szlak ten przed Czertezikiem doprowadza do Sokolej Perci.

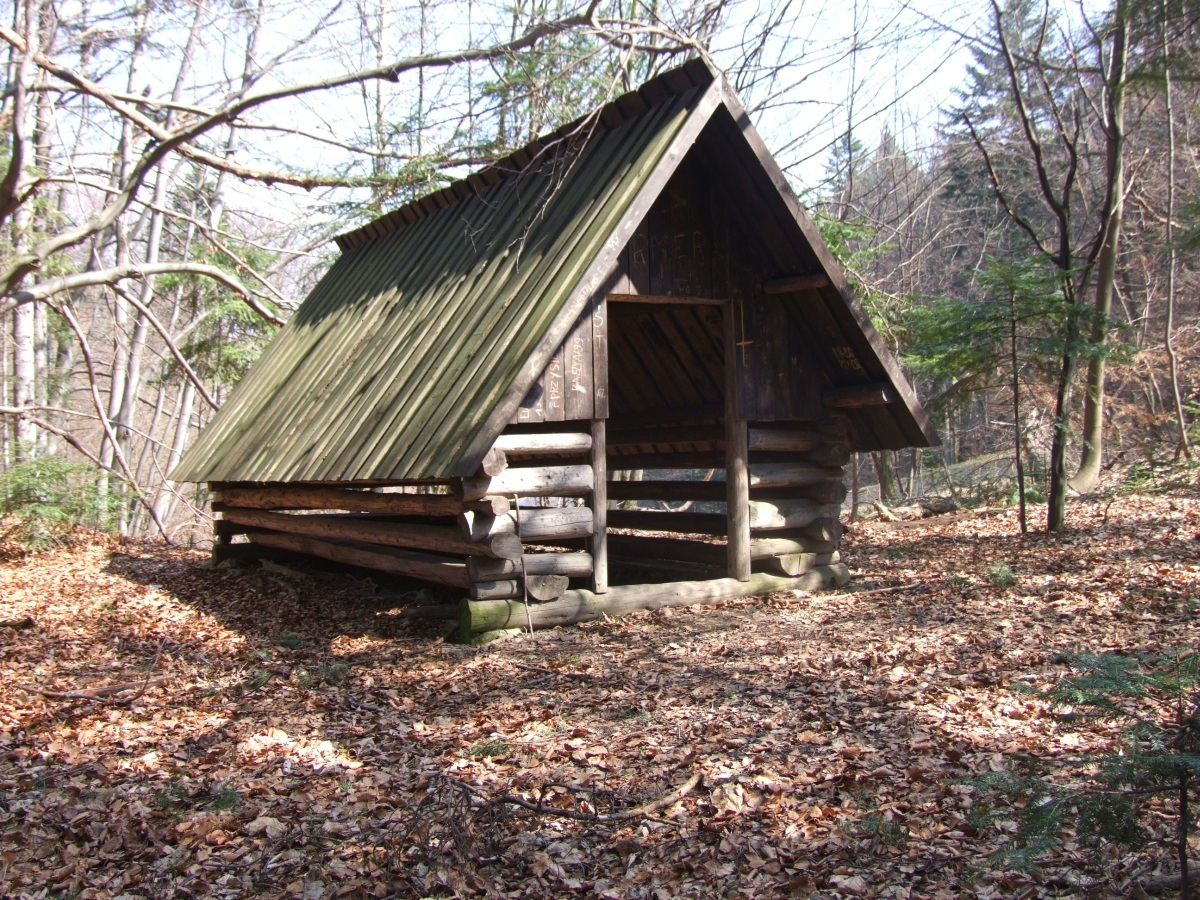
Wiata dla turystów

Burzana znajduje się w granicach Krościenka nad Dunajcem w województwie małopolskim, w powiecie nowotarskim, w gminie miejsko-wiejskiej Szczawnica.

## Szlaki turystyki pieszej
(Sokola Perć) od przystani promowej Nowy Przewóz promem na drugą stronę Dunajca, dalej przez Sokolicę, Czertezik i Czerteż na Bajków Groń. Tu skrzyżowanie szlaków, można dojść m.in. na Trzy Korony. Czas przejścia od przeprawy promowej na Bajków Groń: 2:30 h, ↓ 2:15 h.
 do Krościenka. Czas przejścia 45 min, do góry 1 h.
 wiodący północnymi stokami Czerteża do przełączki między Czerteżem i Czertezikiem. Czas przejścia 20 min.